# Гартленд (Міннесота)
Гартленд (англ. Hartland) — місто (англ. city) в США, в окрузі Фріборн штату Міннесота. Населення — 321 особа (2020).

## Географія
Гартленд розташований за координатами 43°48′16″ пн. ш. 93°29′6″ зх. д. / 43.80444° пн. ш. 93.48500° зх. д. (43.804478, -93.485056).  За даними Бюро перепису населення США в 2010 році місто мало площу 0,78 км², уся площа — суходіл. В 2017 році площа становила 0,72 км², уся площа — суходіл.

## Демографія
Згідно з переписом 2010 року, у місті мешкало 315 осіб у 140 домогосподарствах у складі 78 родин. Густота населення становила 402 особи/км².  Було 148 помешкань (189/км²).
Расовий склад населення:
| - 97,8 % — білих - 1,0 % — осіб інших рас |

До двох чи більше рас належало 1,3 %. Частка іспаномовних становила 2,2 % від усіх жителів.
За віковим діапазоном населення розподілялося таким чином: 23,8 % — особи молодші 18 років, 56,5 % — особи у віці 18—64 років, 19,7 % — особи у віці 65 років та старші. Медіана віку мешканця становила 36,8 року. На 100 осіб жіночої статі у місті припадало 96,9 чоловіків;  на 100 жінок у віці від 18 років та старших — 96,7 чоловіків також старших 18 років.
Середній дохід на одне домашнє господарство  становив 53 202 долари США (медіана — 48 036), а середній дохід на одну сім'ю — 61 541 долар (медіана — 56 563). За межею бідності перебувало 7,0 % осіб, у тому числі 10,8 % дітей у віці до 18 років та 1,5 % осіб у віці 65 років та старших.
Цивільне працевлаштоване населення становило 162 особи. Основні галузі зайнятості: освіта, охорона здоров'я та соціальна допомога — 32,1 %, виробництво — 17,9 %, мистецтво, розваги та відпочинок — 11,7 %, роздрібна торгівля — 9,3 %.